# Johan Skugge
Bo Johan Skugge, född 23 september 1971 i Åmåls församling, Älvsborgs län, är en svensk musiker och kompositör. 
I mitten av 2000-talet var han en del av discoelectrogruppen The Sabrina tillsammans med Per Hagman och Andreas Tilliander. Han har bland annat spelat i banden Yvonne och Rockmonster, samt varit musiker till Jay-Jay Johanson. 
Tillsammans med Jukka Rintamäki har han gjort musiken till spelen Battlefield 3 och Battlefield 4.
Johan Skugge var mellan 1995 och 2009 gift med Linda Skugge och de har tre barn tillsammans.

## Diskografi
- 2002 – Objects And Buildings
- 2004 – Volume